# Discografia degli Human League

## Album di studio
- 1979 - Reproduction
- 1980 - Travelogue
- 1981 - Dare
- 1984 - Hysteria
- 1986 - Crash
- 1990 - Romantic?
- 1995 - Octopus
- 2001 - Secrets
- 2011 - Credo

## Album dal vivo
- 2005 - Live at the Dome

## Raccolte
- 1988 - Greatest Hits
- 1997 - The Best of the Human League
- 2003 - The Very Best of The Human League
- 2016 - A Very British Synthesizer Group

## EP
- 1979 - The Dignity of Labour
- 1980 - Holiday '80
- 1982 - Love and Dancing
- 1983 - Fascination!
- 2002 - Dance Like a Star

## Singoli
| Anno | Singolo                         | Album             | Classifica UK           |
| ---- | ------------------------------- | ----------------- | ----------------------- |
| 1979 | Being Boiled                    | -                 | 6 (ristampa 1982)       |
| 1979 | Empire State Human              | Reproduction      | 62 (ristampa 1980)      |
| 1980 | Rock 'n' Roll                   | Holiday '80 (EP)  | 56 / 46 (ristampa 1982) |
| 1981 | Boys and Girls                  | -                 | 48                      |
| 1981 | The Sound of the Crowd          | Dare              | 12                      |
| 1981 | Love Action (I Believe in Love) | Dare              | 3                       |
| 1981 | Open Your Heart                 | Dare              | 6                       |
| 1981 | Don't You Want Me               | Dare              | 1                       |
| 1982 | Mirror Man                      | Fascination! (EP) | 2                       |
| 1983 | (Keep Feeling) Fascination      | Fascination! (EP) | 2                       |
| 1984 | The Lebanon                     | Hysteria          | 11                      |
| 1984 | Life On Your Own                | Hysteria          | 16                      |
| 1984 | Louise                          | Hysteria          | 13                      |
| 1986 | Human                           | Crash             | 8                       |
| 1986 | I Need Your Loving              | Crash             | 72                      |
| 1988 | Love Is All That Matters        | Crash             | 41                      |
| 1990 | Heart Like a Wheel              | Romantic?         | 29                      |
| 1990 | Soundtrack to a Generation      | Romantic?         | 77                      |
| 1995 | Tell Me When                    | Octopus           | 6                       |
| 1995 | One Man in My Heart             | Octopus           | 13                      |
| 1995 | Filling Up With Heaven          | Octopus           | 36                      |
| 1995 | Don't You Want Me (remix)       | Greatest Hits     | 16                      |
| 1995 | Stay With Me Tonight            | Greatest Hits     | 40                      |
| 2001 | All I Ever Wanted               | Secrets           | 47                      |
| 2010 | Night People                    | Credo             | -                       |
| 2011 | Never Let Me Go                 | Credo             | -                       |
| 2011 | Sky                             | Credo             | -                       |
| 2011 | Egomaniac                       | Credo             | -                       |